# 세베대

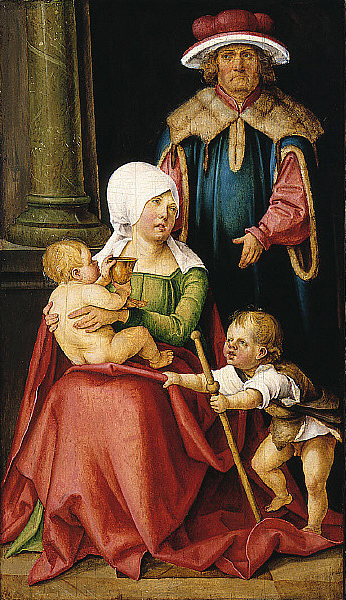
살로메와 세베대 (1511년 경 작품)

세베대(Zebedee, /ˈzɛbɛdiː/ ZEB-id-ee; 고대 그리스어: Ζεβεδαῖος, 로마자 표기: Zebedaîos; 히브리어: זְבַדְיָه, 로마자 표기: Zəḇaḏyâ)는 네 정경 복음서 모두에 따르면 예수의 두 제자 (기독교)인 야고보 (제베대오의 아들)와 사도 요한의 아버지였다. 복음서는 또한 그가 살로메의 남편이었다고 암시한다. 마가복음 15장 40절에는 십자가에 못 박힌 여자들의 이름이 "막달라 마리아와 야고보와 요세의 어머니 마리아와 그리고 살로메"라고 되어 있는데, 마태복음 27장 56절에는 "막달라 마리아와 야고보의 어머니 마리아"가 나와 있다. 그리고 호세와 세베대의 아들들의 어머니이다." 가톨릭 백과사전에서는 마가복음 15:40에 나오는 살로메가 아마도 마태복음에 나오는 세베대의 아들들의 어머니와 동일할 것이라고 결론 내린다.
세베대는 아마도 "어떤 수단으로" 어부였을 것이다. 복음서에 여러 번 이름이 언급되었지만 실제로 그가 등장한 유일한 경우는 마태복음 4:21-22과 마가복음 1:19-20인데, 여기서 예수께서 야고보와 요한을 부르신 후 그가 배에 남아 있었다. 세베대가 "용병들"과 함께 남겨졌다는 마가의 기록은 그 가족이 어느 정도 재산을 가지고 있었음을 암시한다. 세베대는 벳새다나 그 근처에 살았다.